# تيار الأطلسي الشمالي
تيار الأطلسي الشمالي

هو تيار مائي محيطي حار يتدفق في شمالي المحيط الأطلسي كاستمرار لتيار الخليج الحار.
المصدر: المعجم الجغرافي المناخي